# Villar-Saint-Pancrace
Villar-Saint-Pancrace település Franciaországban, Hautes-Alpes megyében. Lakosainak száma 1433 fő (2022. január 1.). Villar-Saint-Pancrace Arvieux, Briançon, Cervières, Puy-Saint-André, La Roche-de-Rame és Saint-Martin-de-Queyrières községekkel határos.

## Népesség
A település népessége az elmúlt években az alábbi módon változott:
| Lakosok száma | 960  | 1117 | 1287 | 1459 | 1428 | 1457 | 1472 | 1477 | 1466 | 1433 |
|               | 1968 | 1982 | 1990 | 2006 | 2013 | 2015 | 2017 | 2019 | 2020 | 2022 |